# Battaglia di An Ninh
La battaglia di An Ninh, del 18 settembre 1965, fu il primo scontro fra le truppe statunitensi aviotrasportate e l'esercito regolare vietnamita. Lo scontro faceva parte dell'Operazione Gibraltar, promossa dal MACV per consolidare la base della 101st Division e della 1st Cavalry Division ad An Khe cittadina del Vietnam del Sud.

## La battaglia
Dopo un bombardamento aereo tattico preliminare, attorno alle 7 del mattino, una prima ondata di elicotteri trasportava 224 uomini del secondo battaglione della 502 brigata aviotrasportata (parte della divisione paracadutisti 101st ''screaming eagle'') e una compagnia di ranger sudvietnamiti in una zona di atterraggio nei pressi del villaggio di An Ninh, situato a 30 km a est di An Khe.
Appena la seconda ondata di elicotteri si avvicinò all'area di atterraggio le truppe vietnamite iniziarono un intenso fuoco che costrinse il comandante sul campo, il tenente colonnello W.K.G. Smith ad ordinare la ritirata degli elicotteri senza effettuare lo sbarco dei soldati.
La mancanza dell'appoggio dell'artiglieria, dovuto alle difficoltà della colonna motorizzata che doveva raggiungere via terra l'area dello scontro, mise in seria difficoltà il perimetro difensivo statunitense. Nonostante le pressanti richieste solo dopo le 9:00 fu effettuata la prima missione di appoggio aereo da parte dei cacciabombardieri F100. Dovendo contare solo sull'appoggio aereo, furono effettuate 50 missioni di attacco fino al tramonto, colpendo bersagli a soli 100 m dal perimetro difensivo, causando due morti tra i difensori. I tentativi di portare rinforzi e poi l'evacuazione dei feriti, sotto il fuoco nemico, costarono la perdita di 26 elicotteri.
Fu organizzata una spedizione di soccorso composta da forze sudvietnamite, ma poté raggiungere la zona degli scontri solo il pomeriggio seguente quando, ormai, i combattimenti erano cessati.
Dopo una notte di scontri, illuminata dai bengala, all'alba le forze vietnamite si ritirarono.
Le perdite statunitensi ammontarono a 13 morti e 44 feriti, mentre il conteggio dei corpi dei soldati vietnamiti, effettuato dalle truppe statunitensi dopo la battaglia, permise di contare 226 corpi, la maggior parte vittima del bombardamento aereo.

## Esito
Protagonisti della guerra del Vietnam, valutarono pubblicamente lo scontro come una vittoria statunitense. In particolare il generale Westmoreland definì l'operazione una grande vittoria ("a great victory"). Valutazioni successive (tra cui quella del maggiore J.C.W. Dyke della 101st), dove si evidenzia come la landing zone fosse nei pressi del campo d'addestramento di un battaglione di fanteria dell'esercito nordvietnamita, la definiscono un disastro strategico e tattico da parte dell'esercito degli Stati Uniti.
Venne evidenziata efficacia e l'elevato addestramento delle truppe regolari vietnamite, capaci individuare ed eliminare tutti gli ufficiali della compagnia, lasciando il colonnello Smith solo con i sergenti di squadra. Mentre l'esercito degli Stati Uniti mostrò gravi carenze logistiche e d'intelligence.